# Lijst van gemeentelijke monumenten in Amsterdam-Zuidoost
Dit is een lijst met gemeentelijke monumenten in Amsterdam-Zuidoost.

## Bijlmermeer
Gemeentelijke monumenten in de Bijlmermeer.
| Object          | Bouwjaar | Architect                             | Locatie          | Coördinaten                  | Nr.         | Afbeelding        |
| --------------- | -------- | ------------------------------------- | ---------------- | ---------------------------- | ----------- | ----------------- |
| Het Zandkasteel | 1986     | Architectenbureau Alberts en Van Huut | Bijlmerplein 888 | 52° 18' 49" NB, 4° 57' 8" OL | 0363/200890 | Meer afbeeldingen |
| Gouden Leeuw    | 1974     | Joop van Stigt                        |                  |                              | 0363/200955 | Gouden Leeuw      |
| Groenhoven      | 1975     | Joop van Stigt                        |                  |                              | 0363/200956 | Upload foto       |